# Governo González II
Il Governo González II fu l’esecutivo in carica nel Regno di Spagna dal 24 luglio 1986 al 7 dicembre 1989 (sebbene dimissionario dal 29 ottobre). Nato dal risultato delle elezioni del 1986, fu l’unico della III legislatura. 
Il 7 dicembre 1989, gli successe il Governo González III.

## Situazione parlamentare
| Camera                 | Collocazione     | Partiti                                                       | Seggi     |
| ---------------------- | ---------------- | ------------------------------------------------------------- | --------- |
| Congresso dei Deputati | Maggioranza      | PSOE/PSC (184)                                                | 184 / 350 |
| Congresso dei Deputati | Astensione       | EAJ/PNV (6)                                                   | 6 / 350   |
| Congresso dei Deputati | Opposizione      | CP (105), CDS (19), CiU (18), IU (7), EE (2), AIC (1), NI (1) | 155 / 350 |
| Congresso dei Deputati | Non partecipanti | HB (5)                                                        | 5 / 350   |

## Composizione
Partito Socialista Operaio Spagnolo (PSOE)
     Partito dei Socialisti di Catalogna (PSC)
     Indipendenti
| Carica                              | Titolare                                                 | Titolare | Titolare                                                  | Partito      |
| ----------------------------------- | -------------------------------------------------------- | -------- | --------------------------------------------------------- | ------------ |
| Presidente del Governo              |                                                          |          | Felipe González Márquez                                   | PSOE         |
| Vicepresidente                      |                                                          |          | Alfonso Guerra González                                   | PSOE         |
| Interno                             |                                                          |          | José Barrionuevo Peña (fino al 7 luglio 1988)             | PSOE         |
| Interno                             | José Luis Corcuera Cuesta (dal 7 luglio 1988)            |          |                                                           | PSOE         |
| Affari esteri                       |                                                          |          | Francisco Fernández Ordóñez                               | PSOE         |
| Giustizia                           |                                                          |          | Fernando Ledesma Bartret (fino al 7 luglio 1988)          | PSOE         |
| Giustizia                           | Enrique Múgica Herzog (fino al 7 luglio 1988)            |          |                                                           | PSOE         |
| Economia e Finanze                  |                                                          |          | Carlos Solchaga Catalán                                   | PSOE         |
| Difesa                              |                                                          |          | Narcís Serra i Serra                                      | PSC          |
| Opere pubbliche e Urbanistica       |                                                          |          | Javier Luis Sáenz de Cosculluela                          | PSOE         |
| Istruzione e Scienza                |                                                          |          | José María Maravall Herrero (fino al 7 luglio 1988)       | PSOE         |
| Istruzione e Scienza                | Francisco Javier Solana de Madariaga (dal 7 luglio 1988) |          |                                                           | PSOE         |
| Lavoro e Sicurezza sociale          |                                                          |          | Manuel Chaves González                                    | PSOE         |
| Salute e Consumo                    |                                                          |          | Julián García Vargas                                      | PSOE         |
| Industria ed Energia                |                                                          |          | Luis Carlos Croissier Batista (fino al 7 luglio 1988)     | PSOE         |
| Industria ed Energia                |                                                          |          | José Claudio Aranzadi Martínez (dal 7 luglio 1988)        | PSOE         |
| Agricoltura, Pesca ed Alimentazione |                                                          |          | Carlos Romero Herrera                                     | PSOE         |
| Trasporti, Turismo e Comunicazioni  |                                                          |          | Enrique Barón Crespo (fino al 6 luglio 1985)              | PSOE         |
| Trasporti, Turismo e Comunicazioni  | Abel Ramón Caballero Álvarez (dal 6 luglio 1985)         |          |                                                           | PSOE         |
| Presidenza                          |                                                          |          | Javier Moscoso del Prado y Muñoz                          | PSOE         |
| Cultura                             |                                                          |          | Francisco Javier Solana Madariaga (fino al 7 luglio 1988) | PSOE         |
| Cultura                             |                                                          |          | Jorge de Semprún Maura (dal 7 luglio 1988)                | Indipendente |
| Amministrazioni pubbliche           |                                                          |          | José Joaquín Almunia Amann                                | PSOE         |
| Relazioni con le Cortes             |                                                          |          | Virgilio Zapatero Gómez                                   | PSOE         |
| Affari sociali (istituito)          |                                                          |          | Matilde Fernández Sanz (dal 7 luglio 1988)                | PSOE         |
| Portavoce del Governo (istituito)   |                                                          |          | Rosa Conde Gutiérrez del Álamo (dal 7 luglio 1988)        | PSOE         |

Fonte: